# British Home Championship 1892/93
Die British Home Championship 1892/93 war die 10. Auflage des im Round-Robin-System ausgetragenen Fußballwettbewerbs zwischen den vier britischen Nationalmannschaften von England, Irland (ab 1950/51 Nordirland), Schottland und Wales.
| Pl. | Nationalmannschaft | Sp. | S | U | N | Tore    | Punkte |
| --- | ------------------ | --- | - | - | - | ------- | ------ |
| 1.  | England            | 3   | 3 | 0 | 0 | 017:300 | 06:0   |
| 2.  | Schottland         | 3   | 2 | 0 | 1 | 016:600 | 04:20  |
| 3.  | Irland             | 3   | 1 | 0 | 2 | 006:150 | 02:40  |
| 4.  | Wales              | 3   | 0 | 0 | 3 | 003:180 | 0:60   |

|                                                   |   |            |           |
| 25. Februar 1893 in Birmingham (Wellington Road)  |   |            |           |
| England                                           | – | Irland     | 6:1 (4:1) |
| 13. März 1893 in Stoke-on-Trent (Victoria Ground) |   |            |           |
| England                                           | – | Wales      | 6:0 (2:0) |
| 18. März 1893 in Wrexham (Racecourse Ground)      |   |            |           |
| Wales                                             | – | Schottland | 0:8 (0:5) |
| 25. März 1893 in Glasgow (Celtic Park)            |   |            |           |
| Schottland                                        | – | Irland     | 6:1 (4:1) |
| 1. April 1893 in Richmond (Athletic Ground)       |   |            |           |
| England                                           | – | Schottland | 5:2 (1:1) |
| 8. April 1893 in Belfast (Solitude)               |   |            |           |
| Irland                                            | – | Wales      | 4:3 (1:2) |